# Criconemoides xenoplax
Criconemoides xenoplax är en rundmaskart. Criconemoides xenoplax ingår i släktet Criconemoides och familjen Criconematidae. Inga underarter finns listade i Catalogue of Life.